# グレンフィディック蒸留所

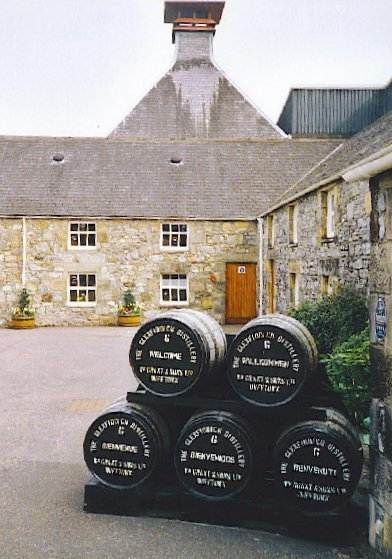
木樽

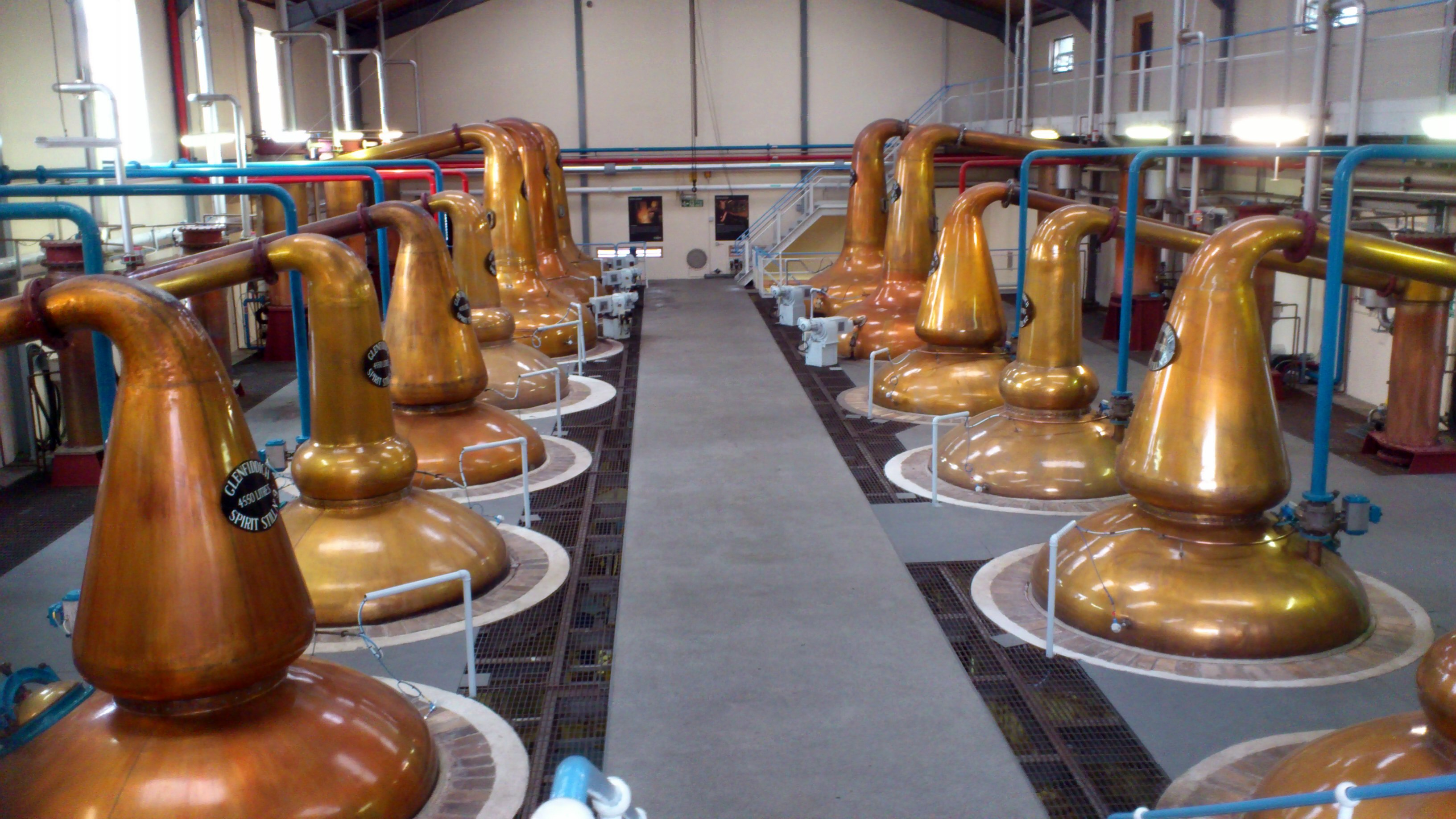
蒸留所にあるスワンネック（白鳥の首）型の銅製蒸留器

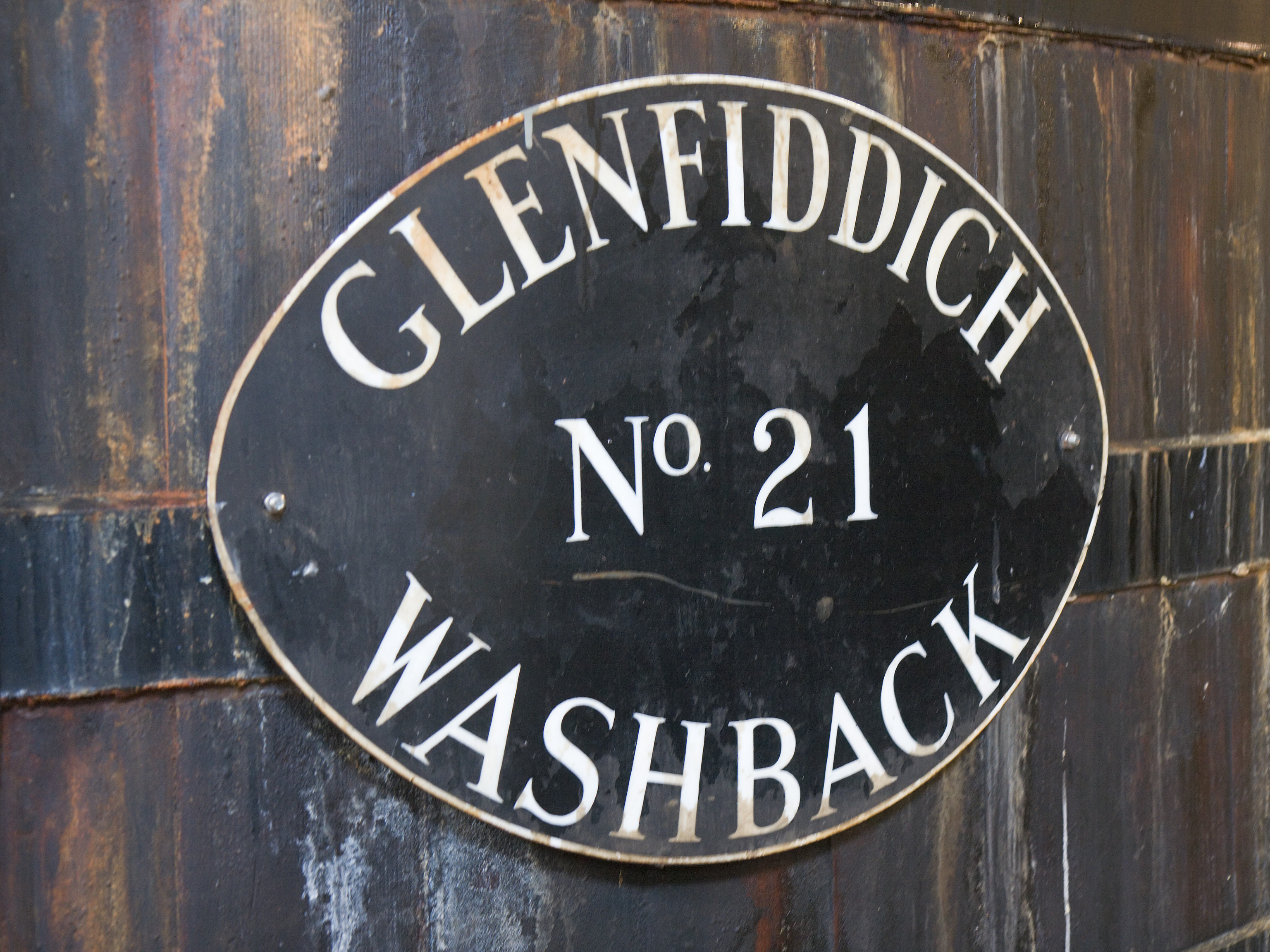
グレンフィディックの木製発酵槽

グレンフィディックはスコットランドのダフタウンにあるウィリアム・グラント＆サンズにより所有、製造されているスペイサイドのスコッチ・ウイスキーである。グレンフィディックはスコットランド・ゲール語で「鹿の谷」を意味し、そのためグレンフィディックのボトルには牡鹿のシンボルが付けられている。
2015年にグレンリベットに抜かれるまでは世界一の売り上げを誇るシングル・モルト・ウイスキーだった。インターナショナル・スピリッツ・チャレンジで最も多くの受賞を勝ち取ったシングル・モルト・ウイスキーである。

## 歴史
グレンフィディック蒸留所は1886年にスコットランド、フィディック川の渓谷にあるダフタウン にてウィリアム・グラントにより設立された 。グレンフィディックのシングルモルトウイスキーは1887年のクリスマスの日に蒸留器からはじめて生産された。
1920年代には、アメリカで禁酒令が施行されたため、グレンフィディックは生産を増加させたごく少数の蒸留所のひとつとなった。そのため、禁酒令の廃止とともに良質な熟成されたウイスキーの需要が突然高まると蒸留所は確固たる地位を築くことになった。
50年代に、グラント一家は現地に銅製の蒸留器を維持する銅器職人や現在蒸留所ではほとんど見られなくなった専任の樽屋などの下部組織を設置した。1956年にはグラントのブランドはHans Schleger によってデザインされた今では代名詞となった三角形のボトルを世に送り出した。
1960年代と70年代はウイスキー製造業にとって困難な時期であり、多くの小さな、独立した蒸留所が買収されたり廃業したりした。この時期を生き残るために、W・グラント＆サンズは飲料の生産を増加させ、広告キャンペーンを行ったりビジターセンターを設置したりするなどの活動を行った。この時代にはまたシングルモルトを独自にプレミアムブランドとしてマーケティングすることを決定し、これが現代におけるシングル・モルト・ウイスキーという分野を作り上げることとなった。
後に、W・グラント＆サンズはボトルを筒状容器や贈答用の缶容器でパッケージングしたり、酒類の免税マーケットにおける重要性を認識したりした最初の蒸留所のひとつとなった。この市場戦略は功を奏し、グレンフィディックは世界で最も売られたシングルモルトとなった。グレンフィディックは世界180か国で販売されており、シングルモルト売り上げの35%を占めている。
グレンフィディックは現在ウィリアム・グラントのから数えて五世代目の子孫によって経営されている。
2014年9月には、W・グラント＆サンズ はドランブイを買収することで合意した。買収額は発表されていないが、10億ポンドあたりと見積もられている。

## 生産
グレンフィディック・ウイスキーはダフタウンのグレンフィディック蒸留所で生産されている。水源はRobbie Dhu springsである。グレンフィディックはカリブのラム樽（21年Gran Reserva）、アメリカのバーボン樽(Ancient Reserve)、もしくはスペインのヘレスのシェリー樽などのオーク樽で熟成される。
この蒸留所は、他のほとんどの蒸留所で使われているものよりも小さめの28基の特徴的な形をした蒸留器を使用している すべてが手作りであり、グレンフィディックは それらを維持する技術者たちを終身雇用している。

## ウイスキー
| 年数     | 1992–1994               | 1994–1996 | 1996–1998 | 1998–2000 | 2000–2002 | 2002–2004 | 2004–2006 | 2006–2008 | 2008–2010 | 2010–2012 | 2012— |
| -------- | ----------------------- | --- | --- | --- | --- | --- | --- | --- | --- | --- | --- |
| 12年熟成 |                         | | | | | カオラン・リザーブ Caoran Reserve                                                                                 | カオラン・リザーブ Caoran Reserve                                                                                 | カオラン・リザーブ Caoran Reserve                                                                                 | グレンフィディック12年                                                                                            | グレンフィディック12年                                                                                            | グレンフィディック12年                                                                                            |
| 14年熟成 |                         | | | | | | | | | グレンフィディック リッチ・オーク Glenfiddich Rich Oak                                                            | グレンフィディック リッチ・オーク Glenfiddich Rich Oak                                                            |
| 15年熟成 | クラシック Classic      | クラシック Classic                                                                                                | クラシック Classic                                                                                                | ソレラ・リザーブ Solera Reserve                                                                                   | ソレラ・リザーブ Solera Reserve                                                                                   | ソレラ・リザーブ Solera Reserve                                                                                   | ソレラ・リザーブ Solera Reserve                                                                                   | ソレラ・リザーブ Solera Reserve                                                                                   | グレンフィディック15 年                                                                                           | グレンフィディック15 年                                                                                           | グレンフィディック15 年                                                                                           |
| 15年熟成 |                         | 15年カスク・ストレングス 15 Year Old Cask Strength (のちにディスティラリー・エディションDistillery Editionに改名) | 15年カスク・ストレングス 15 Year Old Cask Strength (のちにディスティラリー・エディションDistillery Editionに改名) | 15年カスク・ストレングス 15 Year Old Cask Strength (のちにディスティラリー・エディションDistillery Editionに改名) | 15年カスク・ストレングス 15 Year Old Cask Strength (のちにディスティラリー・エディションDistillery Editionに改名) | 15年カスク・ストレングス 15 Year Old Cask Strength (のちにディスティラリー・エディションDistillery Editionに改名) | 15年カスク・ストレングス 15 Year Old Cask Strength (のちにディスティラリー・エディションDistillery Editionに改名) | 15年カスク・ストレングス 15 Year Old Cask Strength (のちにディスティラリー・エディションDistillery Editionに改名) | 15年カスク・ストレングス 15 Year Old Cask Strength (のちにディスティラリー・エディションDistillery Editionに改名) | 15年カスク・ストレングス 15 Year Old Cask Strength (のちにディスティラリー・エディションDistillery Editionに改名) | 15年カスク・ストレングス 15 Year Old Cask Strength (のちにディスティラリー・エディションDistillery Editionに改名) |
| 18年熟成 | エクセレンス Excellence | エクセレンス Excellence                                                                                           | エクセレンス Excellence                                                                                           | エンシェント・リザーブ Ancient Reserve                                                                            | エンシェント・リザーブ Ancient Reserve                                                                            | エンシェント・リザーブ Ancient Reserve                                                                            | エンシェント・リザーブ Ancient Reserve                                                                            | エンシェント・リザーブ Ancient Reserve                                                                            | グレンフィディック18 年                                                                                           | グレンフィディック18 年                                                                                           | グレンフィディック18 年                                                                                           |
| 21年熟成 |                         | | | | ミレニアム・リザーブ Millenium Reserve                                                                            | ハバナ・リザーブ Havana Reserve                                                                                   | グラン・レゼルヴァ Gran Reserva                                                                                   | グラン・レゼルヴァ Gran Reserva                                                                                   | グレンフィディック21 年                                                                                           | グレンフィディック21 年                                                                                           | グレンフィディック21 年                                                                                           |
| 30年熟成 |                         | | | | グレンフィディック30年                                                                                            | グレンフィディック30年                                                                                            | グレンフィディック30年                                                                                            | グレンフィディック30年                                                                                            | グレンフィディック30年                                                                                            | グレンフィディック30年                                                                                            | グレンフィディック30年                                                                                            |
| 38年熟成 |                         | | | | | | | | | | グレンフィディック アルティメット38 Glenfiddich Ultimate 38                                                       |
| 40年熟成 |                         | | | | グレンフィディック40年                                                                                            | グレンフィディック40年                                                                                            | グレンフィディック40年                                                                                            | グレンフィディック40年                                                                                            | グレンフィディック40年                                                                                            | グレンフィディック40年                                                                                            | グレンフィディック40年                                                                                            |
| 50年熟成 |                         | | | | グレンフィディック50年                                                                                            | グレンフィディック50年                                                                                            | グレンフィディック50年                                                                                            | グレンフィディック50年                                                                                            | グレンフィディック50年                                                                                            | グレンフィディック50年                                                                                            | グレンフィディック50年                                                                                            |
| 64年熟成 |                         | | | | 1937 レア・コレクション 1937 Rare Collection                                                                      | | | | | | |

### 特別版・限定版のボトリング
- トーステッド・オーク　Toasted Oak
- スノー・フェニックス2010　Snow Phoenix 2010年
- モルト・マスターズ・エディション　Malt Master's Edition 2011年–
- アルティメット38　Ultimate 38 2012年 –
- ヴィンテージ・アンド・プライヴェート・リザーブ　Vintage and Private Reserves 1999年–
- エージ・オブ・ディスカバリー マデイラ・カスク Age of Discovery Madeira Cask 2011年–
- エージ・オブ・ディスカバリー バーボン・カスク Age of Discovery Bourbon Cask 2012年–
- エージ・オブ・ディスカバリー レッド・ワイン・カスク Age of Discovery Red Wine Cask 2013年–
- セレクト・カスク Select Cask 2013年–
- リザーブ・カスク Reserve Cask 2013年–
- ヴィンテージ・カスク Vintage Cask 2014年–

### リキュール
2011年までグレンフィディックはグレンフィディック・モルト・ウイスキー・リキュールという名のリキュールを販売していた。度数は40％で、500mlのボトルで販売されていた。

## 評価
グレンフィディックのウイスキーは国際的な酒類のコンペティションで高評価を獲得してきた。12、15、18、21年の商品はサンフランシスコ・ワールド・スピリッツ・コンペティションやBeverage Testing Instituteのレビューで良い評価を得た。特に15年熟成のウイスキーは最も良い評価を得て、サンフランシスコのコンペティションでは2007年から2010年の四年間にわたって三つのダブル・ゴールド・メダルを勝ち取り、Beverage Testing Institute のレビューでは91のスコアをたたき出した。

## 大衆文化とのかかわり
- グレンフィディックは架空の警察官モース警部とその作者コリン・デクスターの好きなウイスキーである。
- 映画 The Dogs of Warでクリストファー・ウォーケンは架空の国Zangaroに赴く際グレンフィディック10年のボトル二本をかばんに入れていた。
- ファミリー・ガイの150話、 Brian & Stewieにて、犬のブライアン・グリフィンは自殺する前の最後の飲み物としてグレンフィディックに似たボトルを貸金庫に保存していた。この話の完全版では、彼は明確にグリフィン家の次男ステューウィーにそれがグレンフィディックであることを述べている。
- 2004年の映画ホテル・ルワンダでは主要人物のドン・チードル演じるポール・ルセサバギナがオギュスタン・ビジムング将軍を彼の兵に好意的に扱ってもらうことと引き換えにグレンフィディックのボトルで買収した。

## グレンフィディック・アワーズ
1970年からグレンフィディックはイギリスにおける飲料・食料の分野の秀逸な著作や放送を表彰するグレンフィディック・フード・アンド・ドリンク・アワーズを主催している。

## 参照
1. ↑  “Whisky Pronunciation chart from Univ. of Edinburgh”.   Dcs.ed.ac.uk. 2011年12月26日閲覧。
2. ↑  William Grant & Sons
3. ↑  “Malt Whisky Regions”.   Dufftown. 2013年12月17日閲覧。
4. 1 2  Sangeeta Barooah Pisharoty. “For that Dram of Malt”. The Hindu
5. ↑  “Glenfiddich”.   Dcs.ed.ac.uk. 2011年12月26日閲覧。
6. 1 2  “William Grant & Sons”.   Williamgrant.com. 2011年12月26日閲覧。
7. ↑  “Glenfiddich: capturing an indomitable spirit”. (2013年4月19日) 2013年11月21日閲覧。
8. ↑  Maclean, Charles (2008). Eyewitness Companions: Whisky. London: Dorling Kindersley. ISBN 978-1-4053-2814-2 2013年11月21日閲覧。
9. ↑  “Since 1887”.   Glenfiddich. 2015年9月1日閲覧。
10. ↑  “Glenfiddich Millenium Vintage”.   World of Whiskies. 2015年9月1日閲覧。
11. ↑  “scotchwhisky.com Glenfiddich”.   Scotchwhisky.com. 2007年3月31日閲覧。
12. ↑  “Spirit of Speyside Whisky Festival website”.   Spiritofspeyside.com. 2011年12月26日閲覧。
13. ↑  “ScotchWhisky.com”.   ScotchWhisky.com. 2011年12月26日閲覧。
14. ↑  “About William Grant & Sons”.   Chilled Magazine. 2015年9月1日閲覧。
15. ↑  “Glenfiddich owner William Grant buys Drambuie” (Press release). Reuters. 8 September 2014.
16. ↑  Glenfiddich Gran Reserva product information
17. ↑  Glenfiddich Ancient Reserva product information
18. ↑  Castle, Alan (2010). The Speyside Way. Singapore: KHL Printing. ISBN 978 185284 606 0 2013年11月21日閲覧。
19. ↑  “Craftsmen”.   Glenfiddich. 2015年9月1日閲覧。
20. ↑  “Summary of Performance Awards at www.proof66.com”.   Proof66.com. 2011年12月26日閲覧。
21. ↑  “www.proof66.com”.   www.proof66.com. 2012年10月17日閲覧。